# Glaphyrus oxypterus
Glaphyrus oxypterus là một loài bọ cánh cứng trong họ Glaphyridae. Loài này được Pallas miêu tả khoa học năm 1771.

## Hình ảnh

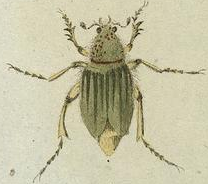
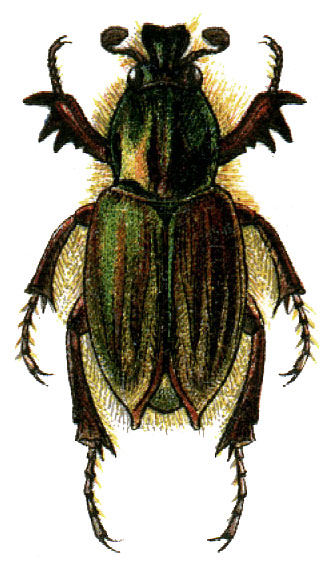